# Ил Кјонзо (Ређо Емилија)
Ил Кјонзо је насеље у Италији у округу Ређо Емилија, региону Емилија-Ромања.
Према процени из 2011. у насељу је живело 56 становника. Насеље се налази на надморској висини од 43 м.